# Jan Karol Wyszomirski
Jan Karol Wyszomirski (Wyszomierski) herbu Rawicz – krajczy żmudzki w latach 1693-1702, skarbnik łomżyński w 1691 roku.
Był elektorem Augusta II Mocnego z Księstwa Żmudzkiego w 1697 roku.